# Палена (озеро)
Палена або Хенераль-Вінтер (ісп. Lago Palena; Lago General Vintter) — гірське озеро на кордоні Чилі та Аргентини. В Аргентині носить назву Хенераль-Вінтер, в Чилі — Палена.

## Географія
Озеро розташоване на сході провінції Палена регіону Лос-Лагос Чилі і на заході провінції Чубут Аргентини.
Площа озера становить 135 км, з яких 51,2 км² лежить в Чилі, а решта 83,8 км² — в Аргентині. Стік по річці Палена в затоку Корковадо Тихого океану.
На берегах озера розташовується Національний заповідник озера Палена, на території якого є високі гірські піки, льодовики і нотофагусові ліси.